# ヴィア・ホールディングス
株式会社ヴィア・ホールディングス（英: VIA Holdings,Inc.）は、外食業とする持株会社。「総本家備長扇屋」「魚や一丁」といった居酒屋などを全国規模で展開している。東京証券取引所スタンダード市場上場企業。

## 概要
1948年2月設立、1963年6月上場。VIAとは、｢Valuable ＆ Imaginative Addition｣の頭文字の略称とされる。
初代社長である中内佐光が、1934年3月に東京市神田区神保町に開設した新開社活版印刷所をルーツとする。なお、2013年に印刷部門を共立印刷に売却し、祖業の印刷会社を継承している暁印刷とは資本関係がなくなっている。
1997年に｢あかつきビーピー株式会社｣に社名変更。その後他社の外食業のフランチャイズ加盟として外食業界に参入。2004年頃より外食業でのM&Aを繰り返して企業規模を拡大する。2005年4月より｢ヴィア・ホールディングス｣に改称。2008年1月、セラヴィリゾートから居酒屋「北の家族」などの外食事業を買収することを発表した。2012年3月、「第20回優良外食産業表彰 商品開発部門 農林水産大臣賞」を受賞している。
首都圏を基盤とし、M&Aに積極的とされる。2015年3月現在では、焼き鳥居酒屋、お好み焼き屋などで、直営店441店舗、フランチャイズ83店舗を営業、売上高256億34百万円、営業利益7億71百万円、当期純利益24億9百万円、純資産46億20百万円という状態であった。
2019年3月期に、基幹システムの不具合による生産性の低下、子会社における店舗減損及び子会社ののれん減損の発生、店舗閉鎖損失の発生、リニューアルに伴う固定資産除却損などが重なった結果、21億30百万円の特別損失を計上、営業損失も6億85百万円となったところに、2020年2月頃より新型コロナウィルスの感染拡大に伴い外出自粛や店舗休業などの実施で急激に売上が減少、2020年3月期には営業損失4億79百万円、2021年3月期の純損失は56億6百万円となり、44億79百万円の債務超過に陥る。
2020年12月10日、一般社団法人事業再生実務家協会に対し、産業競争力強化法に基づく特定認証紛争解決手続（事業再生ADR手続）の正式な申込みを行い、同日付で受理された。その後、不採算店舗の整理やリブランディング、生産性向上によるコスト削減などを進めたこともあって、2024年3月期には6期ぶりに経常利益の黒字化を達成している。
2024年3月31日現在、直営店283店舗、フランチャイズ29店舗にまで規模を縮小している。また、C種優先株式1,500株（割当先：RKDエンカレッジファンド投資事業有限責任組合）、D種優先株式 4,500株（割当先：りそな銀行、みずほ銀行、横浜銀行、三井住友銀行、ドイツ銀行東京支店）が残存している。
未転換の優先株式に加え、2024年8月1日現在、未行使の行使価額修正条項付新株予約権があるため、上場株式数等が短期的に変動する可能性がある。

## 沿革
- 1934年3月 - 初代社長中内佐光が、東京市神田区神保町に前身の新開社活版印刷所を開業[2]。
- 1944年3月 - 第二次大戦の東京戦災により全工場設備を焼失。
- 1948年2月 - 東京都千代田区飯田橋1-2-18に暁印刷株式会社[2]を設立。
- 1963年9月 - 日本証券業協会に店頭登録。
- 1999年7月 - 商号をあかつきビーピー株式会社に変更。
- 2001年9月 - 焼き鳥居酒屋チェーン「備長扇屋」のフランチャイズ1号店を開店。
- 2003年9月 - 大阪下町の味お好み焼「ぼちぼち」のフランチャイズ1号店を開店。
- 2004年
  - 4月 - 株式会社扇屋コーポレーションの株式を取得。
  - 12月 - 日本証券業協会への店頭登録を取消し、ジャスダック証券取引所に株式を上場。株式会社エンゼルフードシステムズ（後の株式会社フードリーム）の株式を取得。
- 2005年
  - 4月 - 商号を株式会社ヴィア・ホールディングスに変更し、持株会社体制へ移行。会社分割により株式会社暁印刷を新設し、印刷業を分離[2]。
  - 7月 - 株式会社ウィルコーポレーション（後の株式会社一丁）の株式を取得。
- 2006年1月 - 株式会社NBKを新設。
- 2007年
  - 3月 - 株式会社紅とん（初代）の株式を取得。
  - 10月 - 株式会社一源の株式を取得。
- 2008年
  - 2月 - 株式会社NBKがセラヴィリゾート株式会社から「北の家族」事業を譲受。
  - 5月 - 株式会社暁印刷が株式会社日本システム、株式会社ワールドプランニングを吸収合併。
- 2010年2月 - 株式会社ぼちぼち、株式会社北海道FBを新設。
- 2011年
  - 2月 - 株式会社R&Cの株式を取得。
  - 5月 - 株式会社NBKの株式を譲渡。
  - 6月 - 扇屋コーポレーションが株式会社ぼちぼち、株式会社紅とん（初代）を吸収合併。
  - 9月 - アサヒビール株式会社に対しA種優先株式を発行[17]。
  - 10月 - 株式会社一丁が株式会社北海道FBを吸収合併。
- 2012年1月 - 株式会社R&Cが株式会社一丁を吸収合併し、株式会社一丁に商号変更。
- 2013年4月 - 株式会社暁印刷の全株式を共立印刷株式会社に譲渡[18]。祖業の印刷業から外食サービス専業で構成されるグループへ移行。
- 2014年3月 - 株式会社日本政策投資銀行に対しB種優先株式を発行[19]。
- 2015年
  - 4月 - 株式会社扇屋コーポレーションが株式会社フードリームを吸収合併。株式会社扇屋コーポレーションの紅とん事業を株式会社紅とん（2代）に会社分割。
  - 6月 - 株式会社扇屋コーポレーションが「パステル」のレストラン事業を譲受ける。
- 2016年
  - 9月 - 株式会社扇屋コーポレーションは株式会社扇屋東日本へ商号変更。
  - 12月 - 東京証券取引所第一部に市場変更。
- 2019年7月 - 本社を新宿区早稲田鶴巻町に移転[20]。
- 2020年12月 - 事業再生実務者協会へ事業再生ADRを申請し、受理された[21][22]。
- 2021年5月 - C種優先株式及びD種優先株式を発行[13]。
- 2023年10月 - 東京証券取引所スタンダード市場へ市場変更[23]。